# Wilhelm Opatz

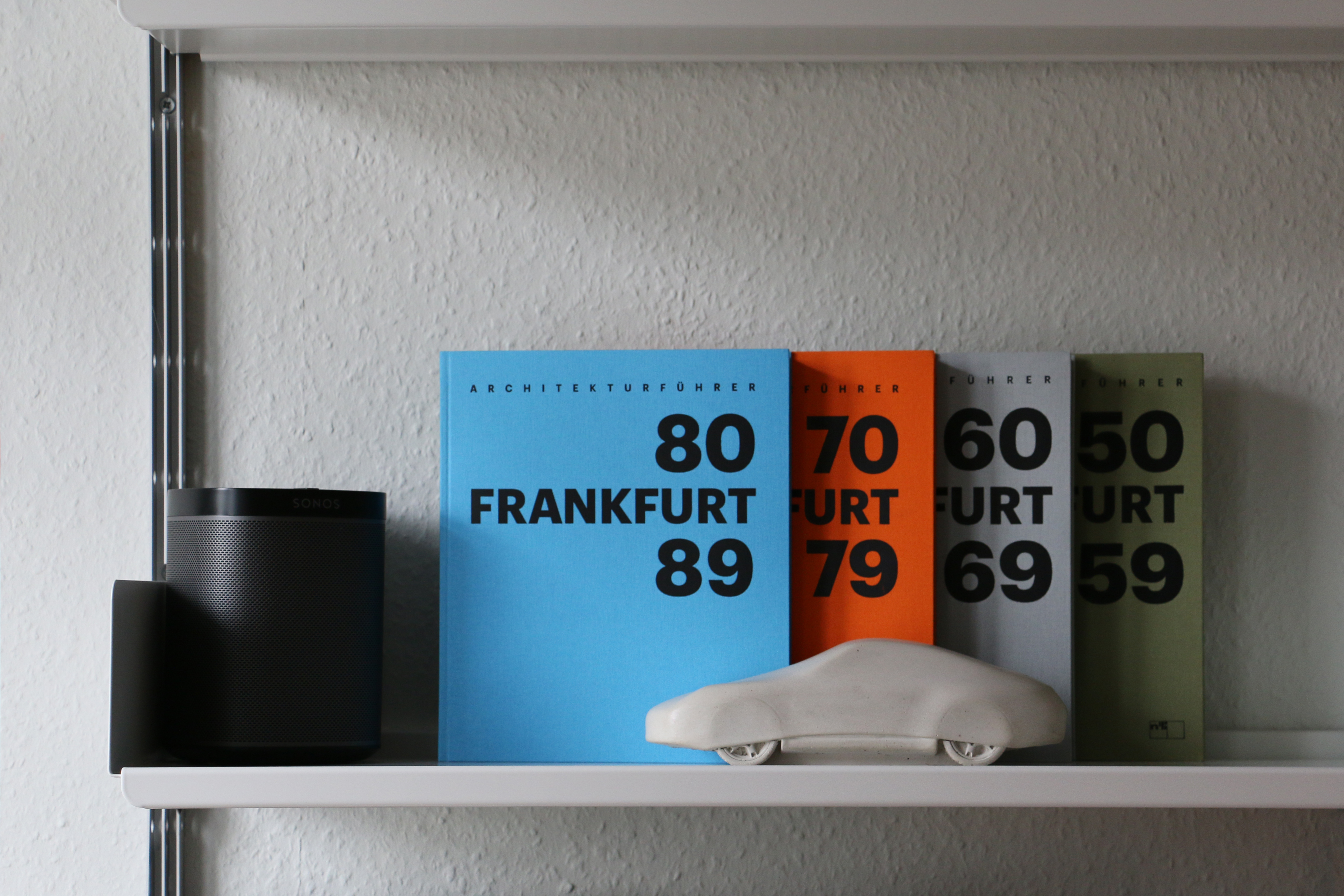
Die Architekturführer Frankfurt Reihe von Wilhelm Edward Opatz. 1950–59, 1960–69, 1970–79 und 1980–89

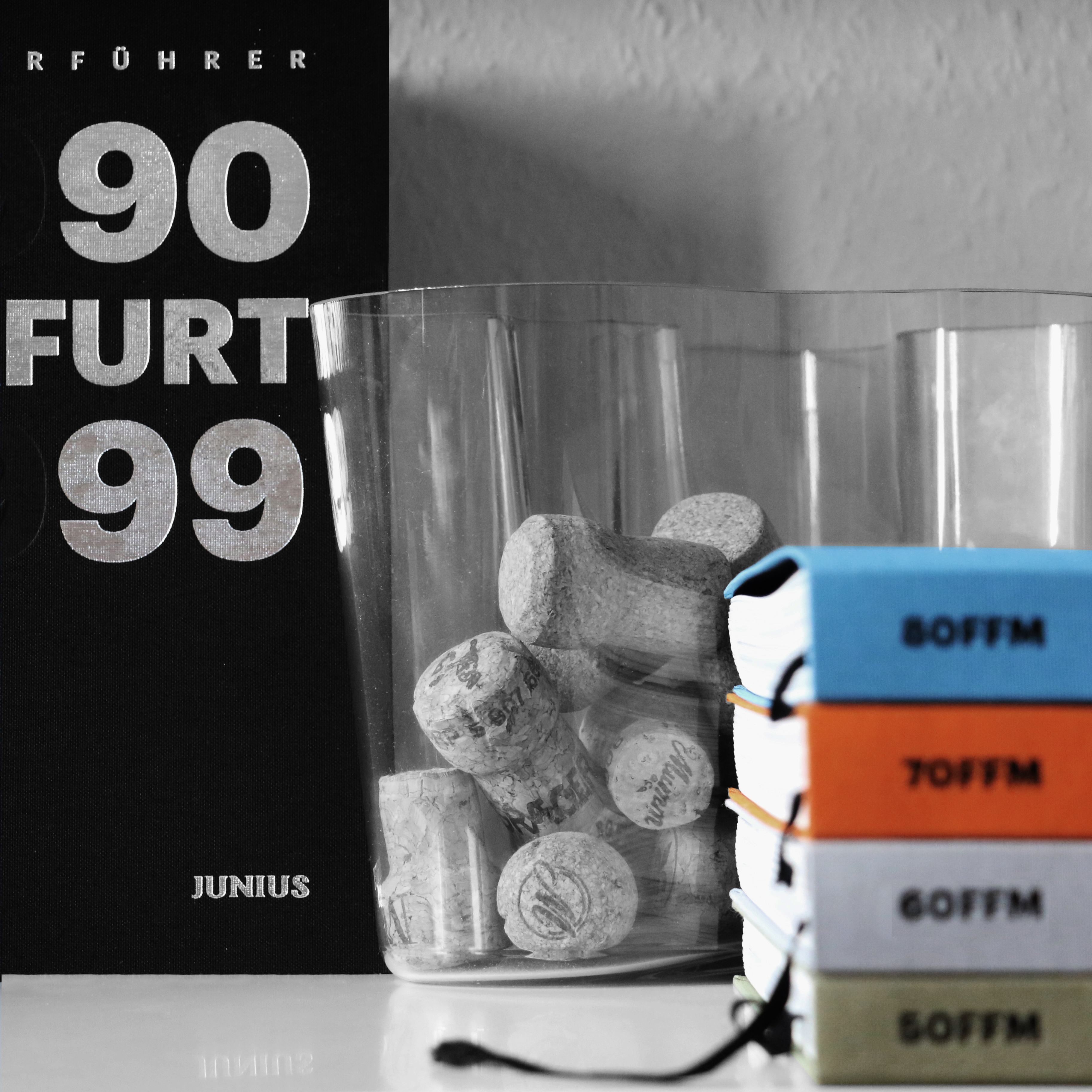
Der aktuellste Architekturführer 1990–99

Wilhelm Edward Opatz (* 1962) ist ein deutscher Grafiker und Herausgeber von Büchern zur Architektur in Frankfurt am Main.

## Leben
Nach einem Innenarchitektur-Studium an der Fachhochschule Wiesbaden arbeitete Opatz in renommierten Werbeagenturen (u. a. Ogilvy & Mather, Lintas:Frankfurt, GGK) und gründete 1997 gemeinsam mit seiner Ehefrau Natalie Opatz das Grafikdesign-Büro Opatz Kommunikation in Frankfurt am Main.
In jüngster Zeit erlangte er Bekanntheit als Herausgeber und Mitautor von Werken über die Architektur Frankfurts, welche u. a. bei Verlag Niggli und Junius Verlag erschienen und zumeist in Vergessenheit geratene Bauwerke bekannter Architekten behandeln.

## Werke (Auswahl)
- Wilhelm E. Opatz u. a. (Hrsg.): Einst gelobt und fast vergessen. Moderne Kirchen in Frankfurt a. M. 1948–1973, 2012
- Wilhelm E. Opatz u. a. (Hrsg.): Frankfurt 1950–1959, 2014
- Wilhelm E. Opatz u. a. (Hrsg.): Frankfurt 1960–1969, 2016
- Wilhelm E. Opatz u. a. (Hrsg.): Frankfurt 1970–1979, 2018
- Wilhelm E. Opatz u. a. (Hrsg.): Frankfurt 1980–1989, 2020
- Wilhelm E. Opatz u. a. (Hrsg.): Frankfurt 1990–1999, 2022